# Movimento Obreiro Independente e Revolucionario
O Movimento Obreiro Independente e Revolucionário (Movimiento Obrero Independiente y Revolucionario), ou MOIR, na atualidade, existe como uma tendência dentro do Polo Democrático Alternativo (PDA). "Defende os interesses do povo e da nação colombiana e seu objectivo imediato é a revolução de nova democracia". Esta tendência dentro do PDA tem apoiado ao ex-magistrado e ex-presidente do PDA, Carlos Gaviria.
A divisão de Marcelo Torres, chamada Partido do Trabalho de Colômbia (moirista), totalmente separada do MOIR, está baseada numa Esquerda de centro e moderada, e esteve aliada dentro do PDA com o Senador Gustavo Petro, María Emma Mejía e Luis Eduardo, "Lucho" Garzón, do antigo PDI. Atualmente, este grupo faz parte do movimento progressistas de Gustavo Petro, enquanto Luis Eduardo, "Lucho" Garzón faz parte do "Partido Verde" e é Alto Conselheiro do presidente Juan Manuel Santos.
Esse Movimento de Esquerda veio se consolidando como uma tendência séria e com cada vez mais acolhida entre diferentes sectores, desde camponeses até pequenos e médios industriais ameaçados pelas políticas do livre comércio. Na atualidade, seus 2 principais dirigentes são o Senador Jorge Enrique Robledo e o ex-candidato à prefeitura de Bogotá Aurelio Suárez Montoya, ambos líderes políticos e sociais que têm unido um controle político sério e sustentado, à Mobilização Social, a qual consideram indispensável para conseguir as mudanças que requer a Colômbia.

## História
O MOIR tem como base ideológica o marxismo-Leninismo e o Pensamento Mao Zedong (ver: Marxismo-Leninismo e Maoísmo). Este movimento surgiu de uma fração do MOEC liderada por Francisco Mosquera devido a diferenças internas, proclamando que era necessário primeiro realizar todo o trabalho com as massas e criar um verdadeiro partido obreiro com uma base de pensamento marxista-leninista, complementado com a rejeição à luta armada.
Este movimento conseguiu importantes espaços dentro das universidades e sindicatos da época. Sua principal característica naquele tempo era sua radical oposição à luta parlamentar-democrática e sua beligerância não só em rejeição ao Governo, mas também a sectores da esquerda como o Partido Comunista Colombiano ou o Bloco Socialista. Sua secção juvenil, a Juventude Patriótica, JUPA, encabeçada por Marcelo Torres (Líder da Universidade Nacional) jogou um importante papel dentro do movimento estudantil de 1971, liderando um grande movimento que reivindicou o co-governo, e conseguindo cooptar a grande quantidade de universitários e estudantes.
O estudo e identificação com o pensamento Mao Zedong levou-os a ser reconhecidos oficialmente pelo Partido Comunista Chinês, junto a outros como o Partido Comunista de Colômbia – Marxista Leninista e a extinta Tendência Marxista Leninista Maoísta como seus partidos irmãos em Colômbia. No entanto, já na década dos oitenta, o MOIR rompe relações com o PCCh e os qualifica de "traidores".
Seus principais postulados eram que em Colômbia se precisava realizar primeiro a Revolução de Nova Democracia (conceito) de Mao Zedong como meio para o Socialismo, complementada com a conformação de um verdadeiro Partido Obreiro e uma Revolução Agrária devido ao carácter semifeudal do país, todo levando à conformação de uma Frente Única anti-imperialista pela Soberania e a Democracia, onde podiam caber todos os sectores da sociedade contra a dominação estrangeira.
Assim mesmo, contribuiu desde o maoísmo que a revolução tinha que se realizar olhando as condições específicas dos países e com total autonomia e soberania dos povos, por isso também o MOIR se caracterizou por sua luta anti-imperialista contra o Imperialismo Norte-americano (EEUU) e o Social-imperialismo Soviético URSS. Isto última lhe ocasionou muitos problemas com as outras tendências Pró-soviéticas (Ver Imperialismo).
À diferença de outras tendências, o MOIR criticou o chamado à insurreição armada. Segundo o MOIR, não se tinham reunido as condições para o levantamento armado de carácter revolucionário, por ser este um instrumento que os povos utilizam para seu emancipação, mas que nas condições do país, o povo não estava preparado por falta consciência e nível organizativo e combativo. Por isso proclamavam que primeiro que tudo, se deve conseguir um apoio total da população colombiana isto é uma real legitimidade e apoio popular, conformar um verdadeiro partido operário, um movimento camponês que procure uma verdadeira reforma agrária, e principalmente atacar os problemas principais e seus atores causantes que são o imperialismo e a grande burguesia. Por tal motivo defendiam em forma alternativa a Resistência Civil, a Desobediência Civil e a luta democrática de massas, como seus métodos de ação política e revolucionárias.
Ainda que a diferença das outras tendências, o MOIR não considerou necessária a guerra popular prolongada como táctica adequada nas circunstâncias concretas de Colômbia, não abandonou esta tese, como dizem alguns de seus críticos, que às vezes os tachavam de linha macia.
Em 1972 o MOIR inclui em sua tática a luta eleitoral e começa sua participação em eleições parlamentares e departamentais, tendo alianças com diferentes sectores políticos, sem por isto deixar de criticar o revisionismo e oportunismo de grupos oportunistas de esquerda.
Este Movimento lidera e fortalece a greve mais importante e contundente da história da Colômbia. Esta greve deu-se no final dos 70, e chamou-se Greve Patriótica, que bloqueou totalmente a Colômbia quase uma semana. Esta Greve é histórica, porque constitui o fortalecimento nacional de uma posição de esquerda e resistência civil.

### Década dos 80
A década de 1980 esteve marcada por uma progressiva baixa no número de militantes, por cisões importantes e ações indiscriminadas de grupos armados. Neste período as FARC assassinam a vários quadros do partido, e obrigam à direção central a chamar a uma retirada em massa das zonas rurais, onde o MOIR começava a construir associações camponesas agrícolas.
O MOIR participou em diversas coalizões de esquerdas chegando inclusive a coincidir com o Partido Comunista Colombiano em alguns momentos na União Nacional de Oposição UNO. No entanto, opôs-se à formação da Central Unitária de Trabalhadores (CUT), que foi o ponto de convergência de quase todo o sindicalismo colombiano, pela considerar uma central oportunista e liberal. Desta maneira seus militantes operários mantiveram sua afiliação à a cada vez mais diminuída Central Geral dos Trabalhadores, CGT.

### Década dos 90 e nos começos do século XXI
Em 1994, falece Francisco Mosquera, Secretário Geral, e começa um processo de divisões dentro do moirismo. O sucessor no cargo de Mosquera e cofundador do MOIR: Héctor Valencia, entrará em contradições com o senador Jesús Bernal Amorocho, que liderava o sector de trabalhadores bancários do partido. Esta fracção finalmente se independizará e conseguirá a reeleição consecutiva de Bernal no Congresso da República.
Um segundo sector, liderado pelo dirigente histórico Marcelo Torres, caracterizará à direção de Valencia como "oportunista de esquerda". Argumenta que se escindirá para prosseguir a política de frente amplo e a reconstrução do partido, o qual toma o nome que originalmente tinha pensado Francisco Mosquera: Partido do Trabalho de Colômbia (moirista).
O PTC consegue eleger Bernal como senador, mas em 2 de setembro de 2002 o expulsa de suas filas por supostas malversação de fundos no sindicato que dirigia, feito pelo qual o PTC fica sem representação parlamentar.
Para completar este episódio de fracionalismo, pequenos grupos de Bogotá considerarão ao moderno MOIR como traidor ao “Pensamento Francisco Mosquera” se separando completamente do partido, eles são o autodenominado MOIR Francisco Mosquera e o Comité de Defesa do Pensamento de Francisco Mosquera dirigido por Ramiro Vermelhas.
O MOIR participou no processo de formação da Frente Social e Político em 1999, mas por contradições com outros sectores de esquerda retirou-se. Conseguiu uma curul no Senado com Jorge Enrique Robledo em 2002, produto de uma divisão das listas, que implicou a perda da curul a Jorge Santos, do PTC.
O MOIR participou na convergência de Alternativa Democrática, com os sectores políticos Frente Social e Político e outros grupos (Unidade Democrática, Movimento Cidadão, Partido Comunitário Opção Sete e Autoridades Indígenas de Colômbia, AICO), coalizão de esquerdas que para finais de 2005 aliar-se-ia com o Polo Democrático Independente (PDI), dando origem ao Polo Democrático Alternativo(PDA). Nas eleições parlamentares de 2006 resultaria reelegido Robledo ao Senado, dobrando sua votação. O 19 de setembro de 2008, falece Hector Valencia Henao, quem depois da morte de Mosquera assumiu o cargo de Secretário Geral. Após longas discussões internas, como seu sucessor, foi eleito o Líder Operário e Vice-presidente da Central Unitária de Trabalhadores, Gustavo Rubén Triana.

## Presente e futuro
Na atualidade, o MOIR destaca-se por seu trabalho no sector agropecuário e estudantil e por sua luta contra as políticas do governo de Juan Manuel Santos. Ademais define seus objetivos na defesa dos direitos e as liberdades democráticas, pela construção de uma autêntica Democracia, pela soberania de Colômbia, contra a intervenção estrangeira e a Globalização Neoliberal (Luta anti-globalização), em defesa do trabalho, a produção nacional, a educação e a saúde pública, e sua luta contra o chamado Tratado de Livre Comércio entre Colômbia e Estados Unidos(TLC) que segundo eles "recolonizará a Colômbia", por tal motivo o MOIR com outras organizações conformaram a Rede contra o Alca e o livre comércio (Recalca).
Baseie-a militante do MOIR tinha-se visto debilitada pelas contínuas cisões e ações indiscriminadas e violentas contra seus militantes, ainda que nos últimos anos seu sector jovem, a Juventude Patriótica JUPA-MOIR tem revivido sua força sobretudo em universidades e colégios, lutando contra o Recorte de Recursos por médio da Lei de Transferências e apoio os desempregos e a tomada dos colégios. Também tem influência nos Movimentos estudantis das universidades privadas e públicas. Do mesmo modo tem conseguido força na CUT e FECODE, onde nas últimas eleições tiveram uma considerável votação.
O movimento maneja uma associação nacional que agrupa a camponeses e pequenos empresários rurais, chamada Salvação Agropecuária e uma organização cafeteira contraditora da Federação Nacional de cafeteiros de Colômbia, chamada Unidade Cafeicultora Nacional, por tal motivo têm certa influência em regiões como as zonas de leiteros, cafeicultores, arrozeiros, "milhocultores", entre outros. Assim mesmo têm bastante trabalho na Liga de Usuários de serviços públicos.
O MOIR publica de maneira intermitente seu órgão oficial Tribuna Vermelha, tem ademais influência num centro de investigação trabalhista chamado Cedetrabajo, que publica a Revista Deslinde. Saca ademais em forma esporádica Tribuna Magisterial para os maestros e O UTENTE de une-a de utentes de serviços domiciliários. Em seu frente de relações internacionais faz parte da Aliança Social Continental ASC, em onde no 2008 o diretor de Cedetrabajo obteve sua secretaria e foi o organizador do Foro Andino Mineiro, que se realizou em Bogotá- Colômbia, em defesa das comunidades, os trabalhadores, os pequenos mineiros e pela solução dos problemas ambientais.
Deste modo, o MOIR, ainda que seja um movimento de velha guarda, muito controvertido por suas posições diferentes e opositoras à Direita, ao centro e à esquerda extremista, tem conseguido fortalecer-se por ser um grande promotor da unidade e a luta conjunta com diversos sectores pela Democracia e a Soberania.
Isto se vê muito refletido na Campanha 2010, com o lema "Robledo Sou eu" e "Robledo somos Todos", gerando grande impacto nas ruas, universidades, bairros, Internet, marchas, entre outros espaços, onde não tem sido uma simples campanha eleitoral, sina de reivindicação e protesto com proposta social. Sendo nas eleições do 2010, para Senado, o senador do sector de esquerda mais votado e o terceiro a nível nacional com relação a outros partidos, com mais de 160.000 votos. Isto tem levado ao Polo Democrático Alternativo e ao MOIR, a ser sectores com grande influência na política nacional e uma opção política.
Para as eleições parlamentares de 2014 Jorge Enrique Robledo obteve uma votação de 191.910 votos, sendo o senador mais votado do país e reconhecido como uns dos melhores senadores em três períodos consecutivos pelos líderes de opinião mais importantes do país.
Para as eleições regionais do 2015 o MOIR, conseguiu recuperar uma curul no Poder Legislativo de Bogotá, elegendo a Manuel Sarmiento como vereador com a consigna #LaNuevaGeneraciónPolista, e hoje Manuel é reconhecido como o principal opositor do governo distrital do Prefeito Enrique Peñalosa.
O MOIR está preparando todas suas bases nos diferentes sectores onde historicamente tem tido presença e nos novos, onde tem chegado, como o sector estudantil, com a JUPA, para obter a candidatura presidencial de Jorge Enrique Robledo no 2018, na qual confluam todas as forças democráticas e seja esta, uma convergência nacional de cidadãos indignados e inconformes com o modelo econômico atual.